# Stroitiel
Stroitiel (ros.  Строитель) – miasto w południowo-zachodniej części Rosji, w obwodzie biełgorodzkim, 21 km od Biełgorodu. Ośrodek administracyjny rejonu jakowlewskiego i osiedla miejskiego „Gorod Stroitiel”. W 2015 roku liczyło 24 185 mieszkańców.
W 2000 roku miejscowość otrzymała prawa miejskie.